# Waldeck (Kemnath)

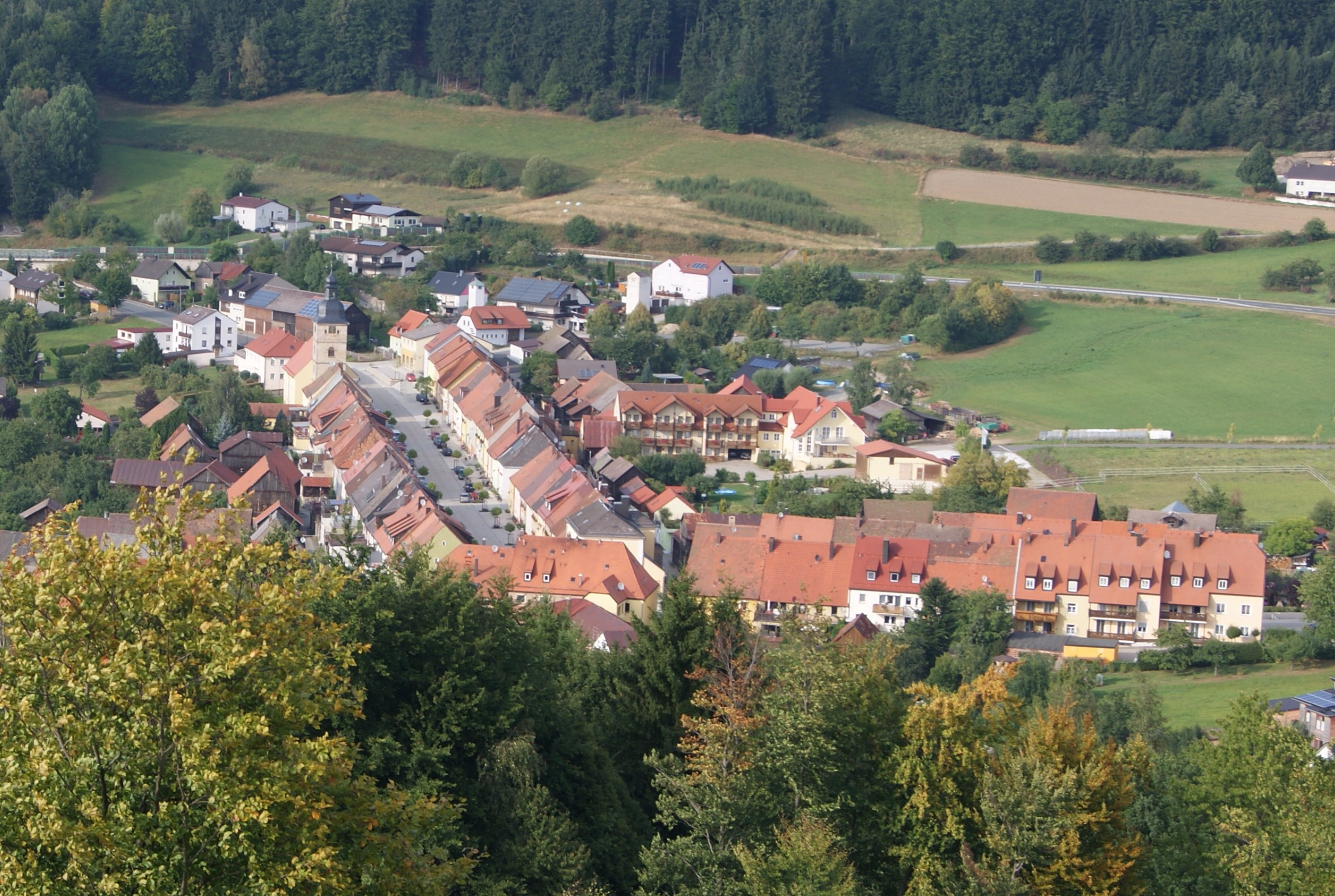
Blick auf den Ortskern

Waldeck ([ˈvaldɛk] ) ist ein Gemeindeteil der Stadt Kemnath im oberpfälzischen Landkreis Tirschenreuth.

## Geschichte
Der Ort Waldeck, der sicher mit dem Bau der Veste Waldeck 1124 entstand, war an der Südseite des Schlossberges angesiedelt. Nach der Feuersbrunst von 1794 wurde der Ort an der Nordseite, wohl nach einem Entwurf auf dem Reißbrett, neu erbaut.
Die 1818 durch das bayerische Gemeindeedikt begründete Marktgemeinde mit den dazugehörenden Orten Godas, Hahneneggaten und Teufelhammer wurde am 1. Mai 1978 im Zuge der Gebietsreform in Bayern nach Kemnath eingemeindet.

## Verkehr
Die Bundesstraße 22 umgeht Waldeck im Osten. Die Kreisstraße TIR 8 führt nach Norden, die Kreisstraße TIR 32 nach Osten.

## Sehenswürdigkeiten
Die Kirche St. Johannes Nepomuk, welche laut Inschrift über den Eingangsportal spätestens 1811 errichtet wurde, verfügt über eine wohl aus anderer Kirche stammenden Inneneinrichtung.
Oberhalb des Ortes liegt die Burganlage Waldeck mit der Burgkapelle Sankt Ägidius. Im Kern ist die Burg wohl hochmittelalterlich und stammt in großen Teilen aus dem 13. bis 16. Jahrhundert. In Teilen wurde sie nach einem Brand rekonstruierend wiederaufgebaut. Unterhalb der Burg entstand 2016/17 ein essbarer Wildpflanzenpark (Ewilpa).

## Persönlichkeiten
- Hans Koessler, Komponist in Budapest (* 1856 in Waldeck; † 1924 in Ansbach), Lehrer von Béla Bartók
- Josef Weis, Priester